# پایگاه هواپیمای آب‌نشین

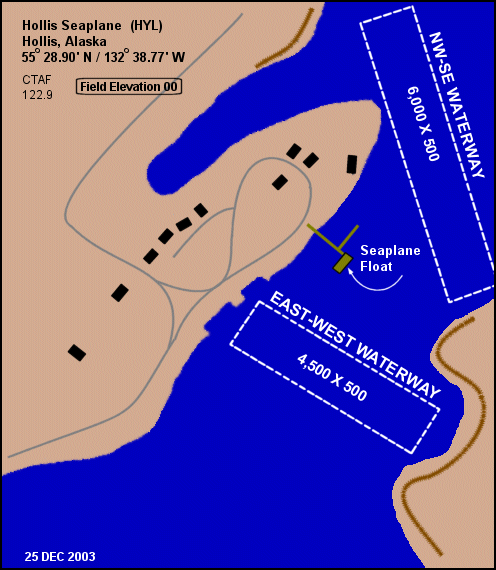
نمایه پایگاه آب‌نشین هالیس در هولیس، آلاسکا

پایگاه آب‌نشین نوعی فرودگاه است بر روی سطح آب (معمولاً رودخانه یا دریاچه) قرار دارد. این فرودگاه برای فرود یا برخاست هواپیمای آب‌نشین یا هواپیمای آبی خاکی استفاده می‌شود.